# Émile Lévy

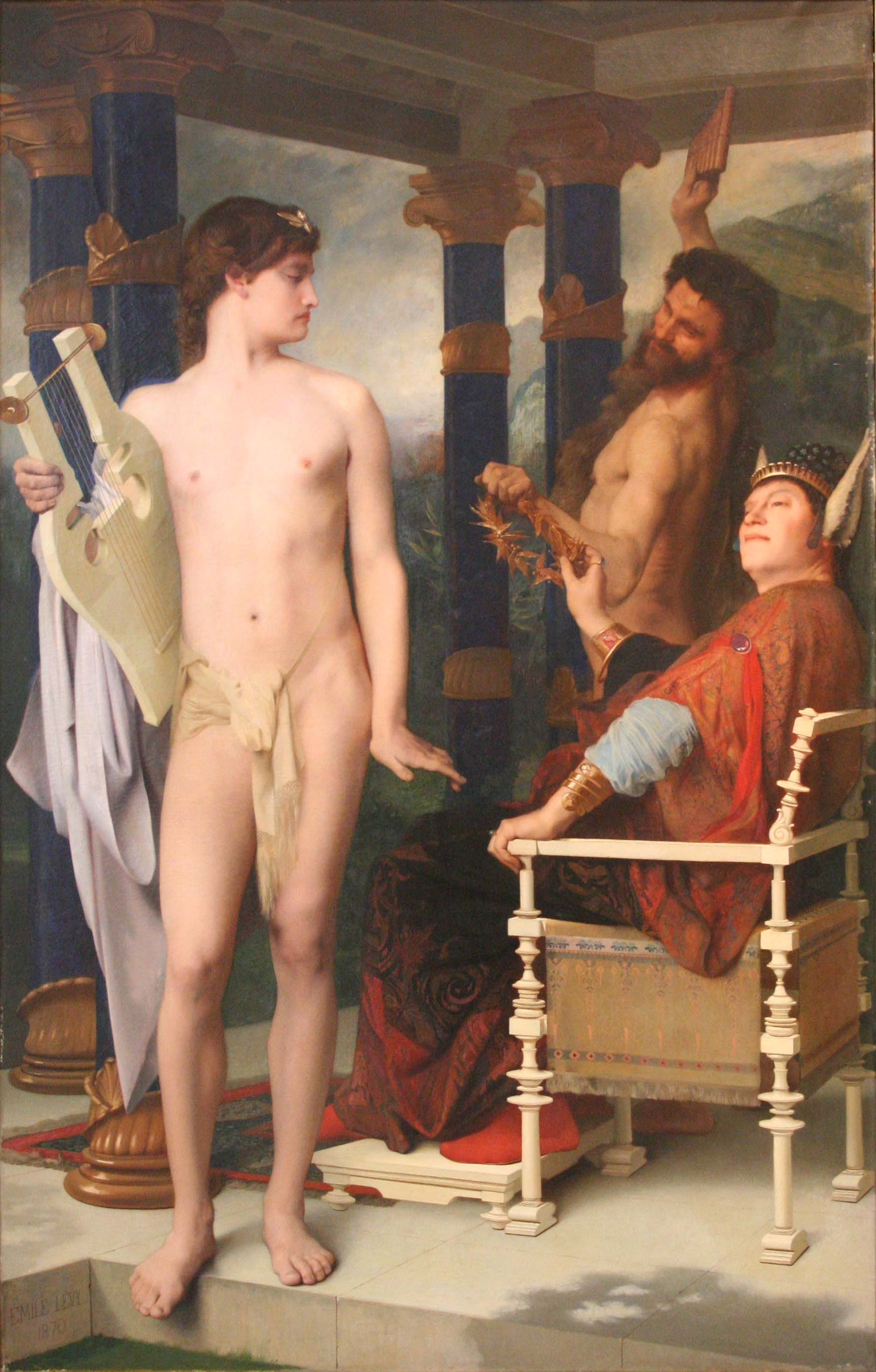
Émile Lévy, Sentencia del rey Midas, 1870, Montpellier, Museo Fabre.

Émile Lévy (París, 29 de agosto de 1826 - París, 4 de agosto de 1890) fue un pintor e ilustrador francés.
Fue alumno de François-Édouard Picot y de Abel de Pujol. También estudió en la Escuela de Bellas Artes de París. Ganó el Gran Premio de Roma en 1854 con su cuadro Abraham lava los pies a los tres ángeles. Gracias a este premio, residió becado en la Villa Medici de Roma entre 1855 y 1857.
A su regreso de Italia, se instaló en París y se dedicó principalmente a la pintura de retratos. 
Fue nombrado caballero de la Legión de Honor por un decreto del 29 de junio de 1867.
Expuso en el Salón de París y recibió la medalla de primera clase en 1878.